# William Lanes de Lima
Willian Lanes de Lima (Ribeirão Preto, 10 de febrer de 1985) és un futbolista brasiler, que ocupa la posició de defensa.

## Trajectòria
Signa pel Reial Betis provinent del Clube Atlético Mineiro als darrers dies del termini de fitxatges de l'estiu del 2007, després de solucionar els problemes amb el seu passaport italià.
Abans, amb el club brasiler havia guanyat dos títols, la Série B brasilera del 2006 i el Campenato Mineiro de l'any següent.